# Federico Valverde
Santiago Federico Valverde Dipetta (Montevideo, 22 juli 1998) is een Uruguayaans voetballer die doorgaans als centrale middenvelder speelt. Hij verruilde Peñarol in juli 2016 voor Real Madrid. Valverde debuteerde in 2017 in het Uruguayaans voetbalelftal.

## Clubcarrière

### Jeugd
Valverde speelde in de jeugd voor Peñarol. Hij debuteerde op 16 augustus 2015 in de Uruguayaanse Primera División, tegen Cerro. Zes dagen later mocht hij opnieuw in de basiself starten, ditmaal tegen El Tanque Sisley.

### Real Madrid
Valverde verruilde Peñarol in juli 2016 voor Real Madrid, waar hij in eerste instantie werd opgenomen in de selectie van Real Madrid B. Daar speelde hij 30 wedstrijden voor, waarin hij drie keer tot scoren kwam. Een jaar later werd hij een jaar verhuurd aan Deportivo La Coruña, dat eveneens uitkwam in de Primera División. Voor die club speelde hij 24 competitiewedstrijden.
Vanaf het seizoen 2018/19 maakte hij deel uit van de selectie van het eerste elftal van Real. Hij maakte op 23 oktober in de Champions League-groepswedstrijd tegen Viktoria Plzen zijn debuut voor de club. Na de winterstop kreeg hij steeds vaker de kans als invaller: hij kwam tot 25 wedstrijden in zijn eerste seizoen voor Real. In zijn tweede seizoen werd hij steeds vaker ook als basisspeler gebruikt. Hij scoorde op 9 november 2019 tegen SD Eibar zijn eerste doelpunt voor Real. Hij kwam dat seizoen in 33 van de 38 competitiewedstrijden in actie en kroonde zich voor het eerst tot Spaans kampioen. 
Na een wisselvallig seizoen met wat blessures (2020/21), was hij in het seizoen 2021/22 onder nieuwe trainer Carlo Ancelotti weer erg belangrijk. Vanwege zijn inzet werd hij in belangrijke wedstrijden niet als centrale middenvelder, maar als verkapte rechtsbuiten ingezet. Op die positie stond hij ook op 28 mei 2022 in de CL-finale tegen Liverpool, waarin hij de assist gaf op de enige treffer van de wedstrijd van Vinícius Júnior. 
Aan het begin van het seizoen 2022/23 had Valverde een deal met Ancelotti afgesproken: de Italiaanse trainer zou met pensioen gaan als hij de Uruguayaan niet tien doelpunten in één seizoen zou kunnen laten scoren. Tot dan toe had Valverde in zeven seizoenen 'slechts' negen keer gescoord. Maar Valverde schoot uit de startblokken: na elf competitiewedstrijden stond hij al op zes goals. Uiteindelijk scoorde hij twaalf goals in alle competities dat seizoen. 
Het seizoen erop viel hij vooral op door zijn onvermoeibaarheid. Hij speelde 54 van de 55 wedstrijden dat seizoen en het grote merendeel als basisspeler. Dat seizoen won hij opnieuw de Primera Division en won hij ook voor de tweede keer de Champions League door op 1 juni 2024 in de finale Borussia Dortmund te verslaan. 

## Clubstatistieken
| Seizoen | Club                  | Competitie         | Competitie | Competitie | Beker | Beker | Internationaal | Internationaal | Totaal | Totaal |
| Seizoen | Club                  | Competitie         | Wed.       | Dlp.       | Wed.  | Dlp.  | Wed.           | Dlp.           | Wed.   | Dlp.   |
| ------- | --------------------- | ------------------ | ---------- | ---------- | ----- | ----- | -------------- | -------------- | ------ | ------ |
| 2016    | Peñarol               | Primera División   | 12         | 0          | 0     | 0     | 1              | 0              | 13     | 0      |
| 2016/17 | Real Madrid B         | Segunda División B | 30         | 3          | —     | —     | —              | —              | 30     | 3      |
| 2017/18 | → Deportivo La Coruña | Primera División   | 24         | 0          | 1     | 0     | —              | —              | 25     | 0      |
| 2018/19 | Real Madrid           | Primera División   | 16         | 0          | 5     | 0     | 4              | 0              | 25     | 0      |
| 2019/20 | Real Madrid           | Primera División   | 33         | 2          | 5     | 0     | 6              | 0              | 44     | 2      |
| 2020/21 | Real Madrid           | Primera División   | 24         | 3          | 2     | 0     | 7              | 0              | 33     | 3      |
| 2021/22 | Real Madrid           | Primera División   | 31         | 0          | 4     | 1     | 11             | 0              | 46     | 1      |
| 2022/23 | Real Madrid           | Primera División   | 34         | 7          | 8     | 0     | 14             | 5              | 56     | 12     |
| 2023/24 | Real Madrid           | Primera División   | 37         | 2          | 4     | 0     | 13             | 1              | 54     | 3      |
| TOTAAL  | TOTAAL                | TOTAAL             | 241        | 17         | 29    | 1     | 56             | 6              | 326    | 24     |

Bijgewerkt t/m 15 september 2022

## Interlandcarrière
Valverde speelde voor diverse Uruguayaanse nationale jeugdelftallen. Hij maakte onder meer elf doelpunten in 24 interlands in Uruguay –17. Hij nam met Uruguay –20 deel aan het WK –20 van 2017. Valverde debuteerde op 6 september 2017 in het Uruguayaans voetbalelftal. Bondscoach Óscar Tabárez gaf hem toen een basisplaats in een met 1–2 gewonnen kwalificatiewedstrijd voor het WK 2018 in en tegen Paraguay. Hij maakte zelf het openingsdoelpunt.

## Erelijst
Als speler
 Peñarol
- Primera División: 2015/16

 Real Madrid
- FIFA Intercontinental Cup: 2024
- FIFA Club World Cup: 2018, 2022
- UEFA Champions League: 2021/22, 2023/24
- UEFA Super Cup: 2022, 2024
- Primera División: 2019/20, 2021/22, 2023/24
- Copa del Rey: 2022/23
- Supercopa de España: 2019/20, 2021/22, 2023/24

Individueel
- FIFA WK onder 20 – Zilveren Bal: 2017